# Protula balboensis
Protula balboensis är en ringmaskart som beskrevs av Monro 1933. Protula balboensis ingår i släktet Protula och familjen Serpulidae. Inga underarter finns listade i Catalogue of Life.